# باول هام
باول هام (بالإنجليزية: Paul Ham)‏ هو صحفي أسترالي، ولد في 1960.